# Iron Ladies of Liberia
Iron Ladies of Liberia è un film documentario del 2007 diretto da Daniel Junge e Siatta Scott-Johnson, e prodotto negli Stati Uniti d'America.
È stato presentato al 28º Festival di Cinema Africano di Verona.